# Benjamin Bagdasarjanz

Benjamin Bagdasarjanz (1935)

Benjamin Bagdasarjanz (* 19. Mai 1893 in Achalkalaki, Gouvernement Tiflis; † 12. Januar 1984 in Winterthur; heimatberechtigt ab 1905 in Zürich) war ein russisch-schweizerischer Kulturingenieur und Hochschullehrer.

## Leben
Benjamin Bagdasarjanz war der Sohn des Sambat und der Marie, geborene Isler. Als er sechs Jahre alt war, flüchtete er über Rumänien in die Schweiz. 1905 erlangte Bagdasarjanz die schweizerische Staatsbürgerschaft. Er studierte an der ETH Zürich und schloss 1918 mit dem Diplom als Kulturingenieur ab. Anschliessend arbeitete er dort von 1918 bis 1933 als Assistent bei Caspar Zwicky, dem Inhaber des Lehrstuhls für Kulturtechnik. Anschliessend, von 1933  bis 1948, war Bagdasarjanz als Assistenz-Konstrukteur (heute: Assistenzprofessor) an der ETH Zürich tätig. Danach war er zwischen 1948 und 1952 ausserordentlicher Professor für forstliche Bautechnik und von 1952 bis 1966 Professor für forstliches Bau- und Transportwesen an der ETH Zürich.